# Bal Jak
Bal Jak (발작?) (in coreano raptus) è un manwha di tipo teppistico/comico, edito in Italia, in dodici numeri, dalla Flashbook.

## Trama
L'opera narra le alterne vicende di un gruppo di ragazzi del liceo sud coreano, San Rock a Seul. Jo Pae, Ho Ra e Han Ryu. Inizialmente i tre protagonisti non sono molto inclini a socializzare, ma, in seguito, matureranno ciascuno un misto di rispetto e ammirazione nei confronti degli altri. In particolare, sin dal primo numero, Ho Ra e Han Ryu intuiscono il carisma di Jo pae, destinato a diventare il leader del loro liceo, e presto dell'intera città.
Jo Pae, nel perseguire i suoi obiettivi, si scontra casualmente con l'attuale capo del liceo, Min Soo, e arriva persino a buttarlo giù dal tetto. Dopo questo episodio, gli scagnozzi di Min Soo, in particolare Woo Yeol e Moon Yae Man, vendicano l'incidente del loro capo attaccando Ho Ra, che riesce però a batterli. Questi, allora, decidono di rifarsi su Han Ryu, e con un trucco attirano in trappola anche Ho Ra. Spetterà a Jo Pae, per caso nei paraggi, di salvare i due coetanei, e nel contempo farla pagare agli studenti anziani. Dopo quest'episodio, la fama personale di Jo Pae cresce in maniera esponenziale, spingendo così altre persone a tentare l'impresa di sconfiggerlo, in particolare Tae Jin, Dong Dal e Moo Sik (su richiesta dello stesso Dong Dal) ma venendo comunque sconfitti e rendendo Jo Pae il più forte della città.

## Personaggi

### Personaggi principali
- Jo Pae. Il protagonista; un po' spaccone ed esaltato, grande esperto di Hwa Rang Do e con una forza straordinaria ma dal cuore d'oro. Diventa il teppista più forte della città.
- Ho Ra. Inizialmente l'antagonista "buono" di Jo Pae, finisce per diventarne uno dei migliori amici nonché braccio destro e luogotenente. È un campione di Taekwondo.
- Han Ryu. Soprannominato "il principe del piercing", è un personaggio misterioso, di età incerta, che non sembra interessato alle risse, al contrario di Jo Pae, ma che quand'è necessario sfodera una forza sovrumana ed è un esperto di Hapkido. Sarà il "secondo" braccio destro e luogotenente di Jo Pae.
- Kim Tae Jin. Un personaggio profondo, molto forte, carismatico, un vero centauro. Assoldato da Woo Yeol per farla pagare a Jo Pae, finisce invece per essere amico di Jo Pae, complice anche un intervento a sorpresa di Han Ryu ed una esilarante corsa in moto. Morirà in futuro per una corsa in moto.
- Ma Dong Dal. Origine giapponese, è il boss del liceo professionale Yeong Jang, ed è un campione di Sumo. Dopo il casino suscitato da Jo Pae, tenta di approfittare della situazione per impadronirsi della zona, con l'unico risultato di farsi battere e unirsi a Jo Pae.
- Park Moo Sik. Un tipaccio da riformatorio esperto di Boxe e Lotta con una forza straordinaria, inizialmente assoldato da Dong Dal per sistemare Jo Pae, ma causa una prevedibile sconfitta, diventerà uno degli uomini più fidati di Jo Pae.

### Personaggi secondari
- Noh Min Soo. Il boss del Sang Rok al momento dell'arrivo di Jo Pae. Un bestione dedito unicamente alle risse e a sniffare. Viene sconfitto da Jo Pae
- Choi Woo Yeol. Il braccio destro di Min Soo, di cui prenderà il posto dopo che questi verrà sistemato da Jo Pae. Un individuo vigliacco, traditore e opportunista.Cambierà dopo la sconfitta e si unirà a Jo Pae.
- Moon Jae Man. Il braccio destro di Woo Yeol. Un armadio esperto di Ssirum tutto muscoli e niente cervello.
- Suk Jin. Studente dell'ultimo anno, e capo di una delle bande agli ordini di Woo Yeol; in seguito, comprendendo la falsità di quest'ultimo, si metterà agli ordini di Jo Pae.
- Ki Tae. Studente del secondo anno e capo di un'altra delle bande agli ordini di Woo Yeol. Seguirà l'esempio di Suk Jin.
- Kim Sung Do. Studente del secondo anno, è uno degli scagnozzi di Woo Yeol.
- Yun Sung Nam. Studente del primo anno, amico di Ho Ra dai tempi delle medie.
- Kim Won Il. Studente del primo anno, amico di Ho Ra dai tempi delle medie.
- Wang Hu Sik. Il rappresentante degli studenti della scuola.
- Doo Ik. Un mafioso a cui Woo Yeol si unirà dopo essere stato sconfitto da Jo Pae.
- Jin Yumi. La ragazza amata da Ho Ra, la quale non si sogna di corrispondere nemmeno lontanamente i suoi sentimenti, almeno in un primo tempo.
- Yong Sook. La cugina di Tae Jin, e amore di Jo Pae.